# Snörsjön, Småland
Snörsjön är en sjö i Gislaveds kommun i Småland och ingår i Lagans huvudavrinningsområde.